# Ciudad animal
«Ciudad animal» es una canción y sencillo del grupo musical de Argentina Ciro y los Persas, incluida en su segundo álbum de estudio titulado 27 del año 2012. Lanzada como sencillo el 20 de mayo de 2015 para promocionar su primer álbum en vivo titulado Qué placer verte otra vez del año 2015.

## Video musical
En el video musical además de mostrar las imágenes de los multitudinarios conciertos que el grupo musical hizo en el Estadio Ferro Carril Oeste, también se mezclan entre los seres humanos algunos animales que dan vuelta por la ciudad, tal como dice la letra de la canción.